# フィリップ・ラインハート
- フィリップ・リーンハルト
- フィリップ・リーンハート

フィリップ・ラインハート （Philipp Lienhart、1996年7月11日 - ）は、オーストリア・ニーダーエスターライヒ州リリエンフェルト郡出身の同国代表サッカー選手。SCフライブルク所属。ポジションはディフェンダー。

## 経歴

### クラブ

#### レアル・マドリード
2008年から2014年まで母国のSKラピード・ウィーンの下部組織で過ごし、2014年7月1日にレアル・マドリードの下部組織に入団した。2015年からレアル・マドリード・カスティージャでプレー、2015年12月2日に行われたコパ・デル・レイの対カディスCF戦でトップチームデビューを果たした。2016年のプレシーズン遠征でもカスティージャ時代の恩師であるジダンが率いるトップチームに招集され、インターナショナル・チャンピオンズ・カップ2016に帯同した。

#### SCフライブルク
2017年7月、ブンデスリーガのSCフライブルクにレンタル移籍した。買取オプション付きのレンタルとなる。2018年6月5日、SCフライブルクが買取オプションを行使し完全移籍することが発表された。

### 代表
2017年10月、2018 FIFAワールドカップ・ヨーロッパ予選のモルドバ代表戦で代表初出場。

## 所属クラブ
- レアル・マドリード・カスティージャ 2015-2018
- レアル・マドリード 2015-2018
  -  SCフライブルク 2017-2018 (loan)
- SCフライブルク 2018-